# هارفي إس. فايرستون
هارفي إس. فايرستون (بالإنجليزية: Harvey Samuel Firestone)‏ هو رائد أعمال أمريكي، ولد في 20 ديسمبر 1868 في كلومبينا في الولايات المتحدة، وتوفي في 7 فبراير 1938 في ميامي بيتش في الولايات المتحدة بسبب خثار تاجي.

## وصلات خارجية
- هارفي إس. فايرستون على موقع IMDb (الإنجليزية)
- هارفي إس. فايرستون على موقع الموسوعة البريطانية (الإنجليزية)
- هارفي إس. فايرستون على موقع إن إن دي بي (الإنجليزية)
- هارفي إس. فايرستون على موقع قاعدة بيانات الفيلم (الإنجليزية)
- هارفي إس. فايرستون على موقع كينوبويسك (الروسية)